# هيرويوكي سانادا
هيرويوكي ساندا (باليابانية: 真田 広之) مواليد 12 أكتوبر 1960 في طوكيو، هو ممثل ياباني بدأ مسيرته الفنية عام 1968.

## الأعمال

### أفلام
- الساموراي الأخير
- نينجا المغامر
- رازن
- رينغ
- ضوء الشمس
- الخاتم 2
- ساعة الذروة 3
- التوابع
- 47 رونين
- الوولفيرين
- قطار فائق السرعة

### مسلسلات
- الضياع
- الانتقام
- شوغون

## وصلات خارجية
- هيرويوكي سانادا على موقع IMDb (الإنجليزية)
- هيرويوكي سانادا على موقع قاعدة بيانات الأفلام العربية
- هيرويوكي سانادا على موقع ألو سيني (الفرنسية)
- هيرويوكي سانادا على موقع ميوزك برينز (الإنجليزية)
- هيرويوكي سانادا على موقع تيرنر كلاسيك موفيز (الإنجليزية)
- هيرويوكي سانادا على موقع أول موفي (الإنجليزية)
- هيرويوكي سانادا على موقع قاعدة بيانات الأفلام السويدية (السويدية)
- هيرويوكي سانادا على موقع ديسكوغز (الإنجليزية)
- هيرويوكي سانادا على موقع قاعدة بيانات الفيلم (الإنجليزية)
- هيرويوكي سانادا على موقع ليتربوكسد (الإنجليزية)